# 真田幸教
真田 幸教（さなだ ゆきのり）は、信濃松代藩の第9代藩主。贈従三位（1918年）。

## 生涯
真田幸良の長男として生まれる。松平定信は曽祖父にあたる。父幸良は早くに死去していたため、庶子ではあったが祖父・幸貫の嗣子となる。
嘉永5年（1852年）5月6日、幸貫の隠居により家督を継ぐ。翌年、ペリーが浦賀に来航すると、横浜の応接場の警備を務めた。その後も江戸湾の第六台場や本牧などの警備などを務めている。藩政では、財政再建のため安政2年（1855年）に藩士の知行借上を行った。しかし祖父と違って若年で統率力に乏しく、しかも病気がちで、藩内で佐幕派の恩田派と尊王派の真田派が争うのを制すことができず、結果として幸貫が登用した佐久間象山などの優秀な人材を使いこなすことが出来なかった。象山が尊王派の刺客によって暗殺されるに及んで、松代藩では真田桜山率いる真田派が実権を掌握する。
文久3年（1863年）、将軍徳川家茂の上洛に際し松代藩が将軍留守中の横浜港警備を命じられると、藩内では病弱な幸教の隠居が議論されるようになる。そこではじめ下野佐野藩主堀田正衡の七男・智七郎を仮養子として届け出、そののち養子候補として日向高鍋藩主秋月種任の三男・政太郎と肥後熊本藩主細川斉護の三男・澄之助の名が上がるが、結局伊予宇和島藩主伊達宗城の長男・幸民が養嗣子に迎えられた。
慶応2年（1866年）3月9日、幸民に家督を譲って隠居する。隠居後、側室との間に4人の子を儲け、このうち幸世は成人の後別家を立て、男爵となっている。
明治2年（1869年）10月18日死去。享年35（満34歳没）。

## 系譜
父母
- 真田幸良（父）
- 村上氏 ー 側室（母）

正室
- 晴姫 ー 松平頼恕の娘

側室
- 山本久 ー 多喜
- 土屋久米
- 前嶋勝
- 児玉直

子女
- 真田幸世[1]（四男）長男?、生母は多喜（側室）
- 真田満佐 ー 石川成徳正室（長女）生母は直（側室）
- 真田与志 ー 本多忠敬正室（次女）生母は勝（側室）

養子
- 真田幸民 ー 伊達宗城の長男